# Windhoekdeklarationen
Windhoekdeklarationen är ett uttalande om pressfrihetens principer, som sammanställdes 1991 av afrikanska tidningsjournalister. Deklarationen offentliggjordes vid ett Unescoseminarium om "Främjande av en oberoende och pluralistisk afrikansk press", som hölls i Windhoek i Namibia, 29 april-3 maj 1991. Den fastslogs senare av Unescos allmänna konferens. Sammanhanget för mötet hade sin grund i olika kriser som Afrika hade ställts inför under 1980-talet och inspirerades av den övergång till demokratiseringen i regionen, som följde av dessa kriser och slutet av kalla kriget.
Kort sagt var deklarationen resultatet av en lång och objektiv granskning av problemen i afrikanska tidningsmedia. Dokumentet summerar fall av hot, fängelse och censur inom hela Afrika. Med en stark tro på sambandet mellan en oberoende press och framgångsrik representativ demokrati uppmanar dokumentet till fria, oberoende och pluralistiska medier över hela världen. Deklarationen hävdar också att en fri press är avgörande för demokratin och en grundläggande mänsklig rättighet. Samtidigt betonade seminariedeltagarna de praktiska problemen för journalister i Afrika, i synnerhet de som är relaterade till anskaffning av modern utrustning, uppbyggnad av samarbete mellan medieföretag, och tillhandahållande av lämplig utbildning.
Deklarationen riktar sig främst mot de tryckta medierna eftersom oberoende radio- och TV-sändningar var ett mindre vanligt fenomen vid den tiden. Firandet av tioårsdagen av förklaringen - som också hölls i Windhoek - användes av aktivister till att föreslå att anta ett nytt dokument, som skulle behandla frågor som är specifika för radio och TV, en afrikansk stadga för radio- och TV-media. I Afrika är det radiomediet som når störst andel av befolkningen.
Datumet för deklarationens antagande, den 3 maj, har senare förklarats som World Press Freedom Day. Dokumentet har visat sig vara betydelsefullt, som det första i en serie av sådana deklarationer runt om i världen, och som en viktig bekräftelse på det internationella samfundets engagemang för pressfrihet. Flera liknande dokument har senare utarbetats i andra delar av tredje världen: Alma-Ata-deklarationen för Centralasien, Sana'a-deklarationen till Mellanöstern, och Santiago-deklarationen för Latinamerika och Karibien. Vid tioårsjubileet av Windhoek-deklationen visade emellertid FN:s jubileumsuttalande på bräckligheten hos pressfrihet i ljuset av politiskt våld eller maktfullkomlighet som förekommer.
Åren sedan 1991 ger goda skäl till oro. I länder som utsätts för övergrepp, som i Robert Mugabes Zimbabwe, eller systemisk våld, som i Liberia, finns en samtidig ökning av antalet fall av censur och hotelser mot pressen.